# Janez Lesjak
Janez Lesjak, slovenski častnik, veteran vojne za Slovenijo, * 6. marec 1950, Grosuplje.
Leta 1991 je bil poveljnik Pokrajinskega štaba Teritorialne obrambe ljubljanske pokrajine.

## Vojaška kariera
- poveljnik OŠTO (1981–1988)
- poveljnik PŠTO (1991)
- rez. pehotni podpolkovnik (1991)

## Odlikovanja in priznanja
- častni znak svobode Republike Slovenije (1992)
- red generala Majstra 3. stopnje z meči (1991)
- spominski znak Obranili domovino 1991
- spominski znak Poveljniki pokrajinskih štabov TO 1991 (23. junij 1998)

## Dela
- Lesjak, Janez: Na robu. Ljubljanska pokrajina med osamosvajanjem. Arhivirano 2011-11-28 na Wayback Machine. (Modrijan, 2011)